# أشرف حاتم
الدكتور أشرف محمود إبراهيم حاتم (من مواليد سنة 1959) أستاذ الأمراض الصدرية بكلية طب قصر العيني (جامعة القاهرة) ووزير الصحة في حكومة تسيير الأعمال برئاسة الدكتور عصام شرف منذ 3 مارس 2011 وحتى 17 يوليو 2011و حاليًا يشغل عضوية مجلس الشعب.

## حياته ونشأته ومسيرته
تخرج حاتم في كلية طب قصر العيني وتدرج في المناصب من معيد إلى مدرس إلى أستاذ مساعد، ثم عُيِّن أستاذًا للأمراض الصدرية بكلية طب قصر العيني. تقلد الدكتور أشرف العديد من المناصب القيادية، من أهمها شغل منصب نائب مدير مستشفى قصر العيني "الفرنساوي"، ومدير مركز التعليم الطبي المستمر بكلية طب قصر العيني، كما شغل منصب مدير عام مستشفيات جامعة القاهرة منذ عام 2005 وحتى ما قبل توليه وزارة الصحة.
خرج الدكتور حاتم من الوزارة في تعديل وزاري أجراه الدكتور عصام شرف في 17 يوليو 2011، وحل محله الدكتور عمرو حلمي.

## زمالة[4]
زميل الكلية الامريكية لأطباء الصدر
زميل الجمعية الملكية للامراض الباطنية
مراجع المجلة الرسمية للكلية الأمريكية لطب الصدر
محافظ القسم المصرى بالكلية الأمريكية لاطباء الصدر
عضو الاتحاد الدولي لمكافحة السل
مراجع لمجلة جامعة القاهرة
عضو هيئة تحرير مجلة الشرق الأوسط لطب الطوارئ
عضو مجلس إدارة الجمعية العلمية المصرية لطب الشعب الهوائية
عضو مجلس تحرير المجلة المصرية لطب الشعب الهوائية
عضو مجلس إدارة نادي روتاري كوزموبوليتان
عضو مصر في الجمعية العالمية لطب الشعب الهوائية
عضو الرابطة الأمريكية لطب الشعب الهوائية
عضو في الجمعية التنفسية الأوروبية
عضو جمعية خريجى مدرسة فيكتوريا
عضو الجمعية الطبية المصرية
عضو مجلس إدارة الجمعية المصرية لأمراض الصدر والتدرن
عضو الاتحاد الدولي لمكافحة السل وأمراض الرئة (IUAT-LD)

عضو مجلس إدارة الجمعية العربية للصدر